# Rosenkudde
Rosenkudde (Asperula arcadiensis) är en måreväxtart som beskrevs av John Sims. Rosenkudde ingår i släktet färgmåror, och familjen måreväxter. Inga underarter finns listade i Catalogue of Life.